# Ètica animal
L'ètica animal és un terme utilitzat en l'acadèmia per anomenar la branca de l'ètica que estudia les relacions entre els animals humans i no-humans, la consideració moral dels animals no-humans i com els animals no-humans haurien de ser tractats. Aquest àmbit d'estudi inclou els drets dels animals, el benestar animal, les lleis relacionades amb els animals no-humans, l'especisme, la cognició animal, la protecció de les espècies, el sofriment dels animals salvatges, l'estatus moral dels animals no-humans, el concepte de personalitat en no-humans, l'antropocentrisme, la història de l'ús dels animals, i les teories de la justícia. Diverses aproximacions teòriques s'han proposat per estudiar aquest àmbit d'estudi, d'acord amb les diferents teories actualment defensades en la filosofia moral i política.